# ارمینوو
ارمینوو (به لهستانی:  Erminów) یک روستا در لهستان است که در گمینا ربنو (استان ماسوویان) واقع شده‌است.